# メリーソート
メリーソート（英: Merrythought）は、1930年に創業されたイギリス・イングランドの企業である。テディベアなどのぬいぐるみを製造・販売を行っている。
チーキー（英: Cheeky Bears）、パンキー（英: Punkie Bears）などのベアが有名である。

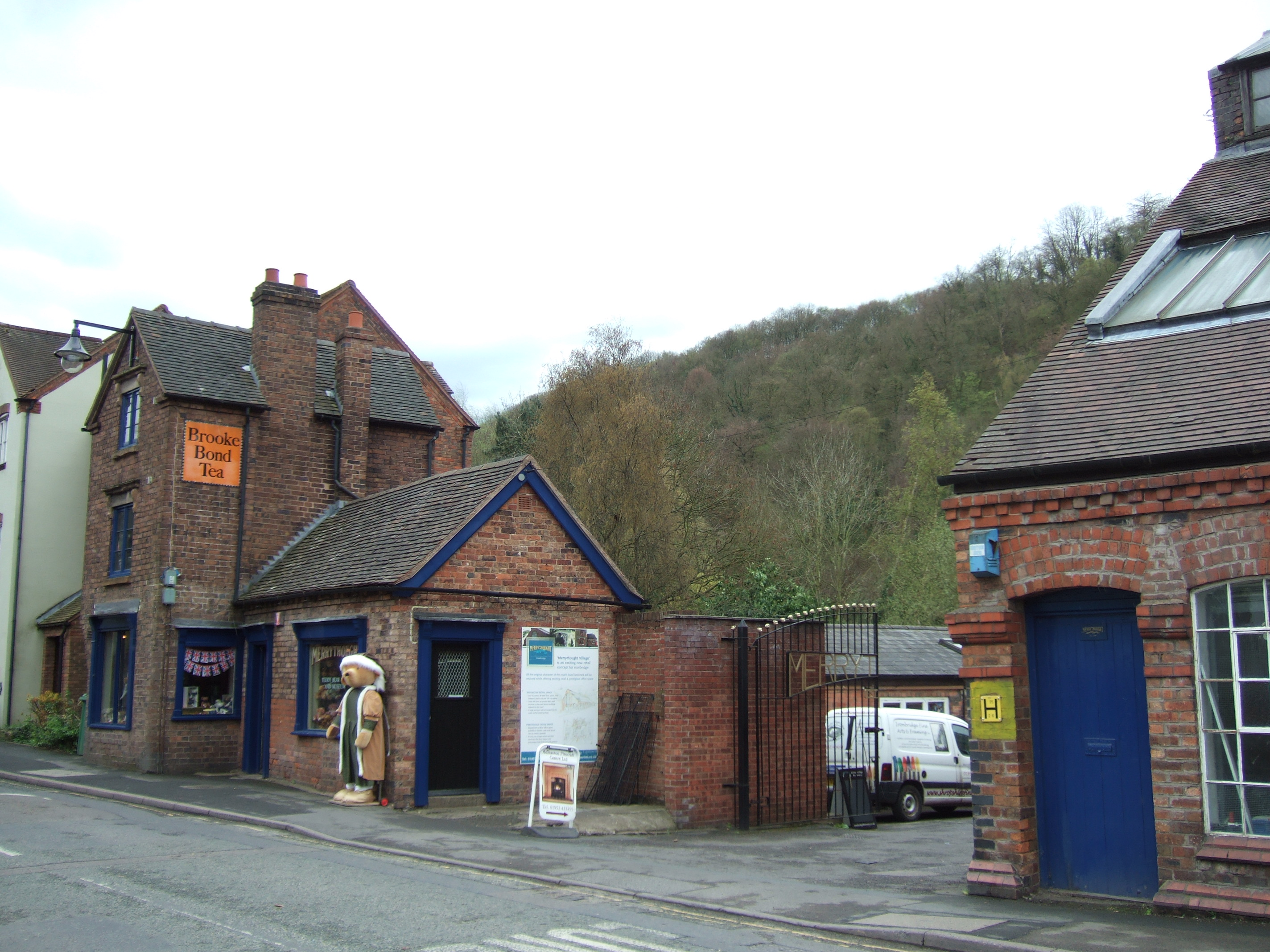
アイアンブリッジにあるメリーソートの建物

## ギャラリー

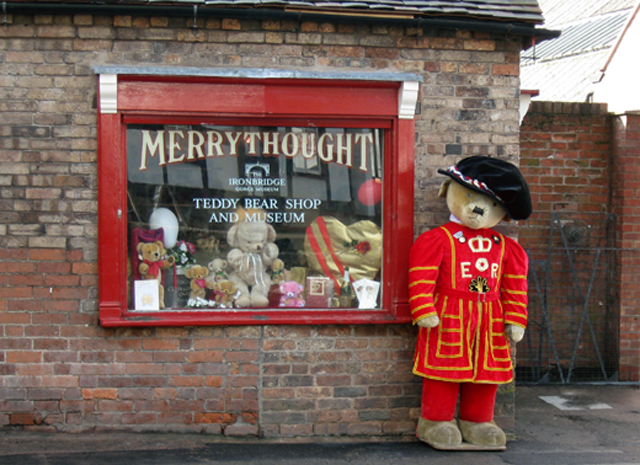
アイアンブリッジにあるメリーソートビレッジに1988年にオープンしたショップと博物館
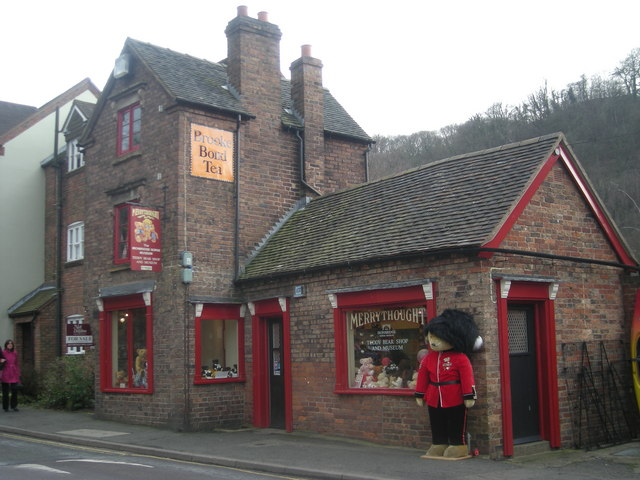
建物広範囲
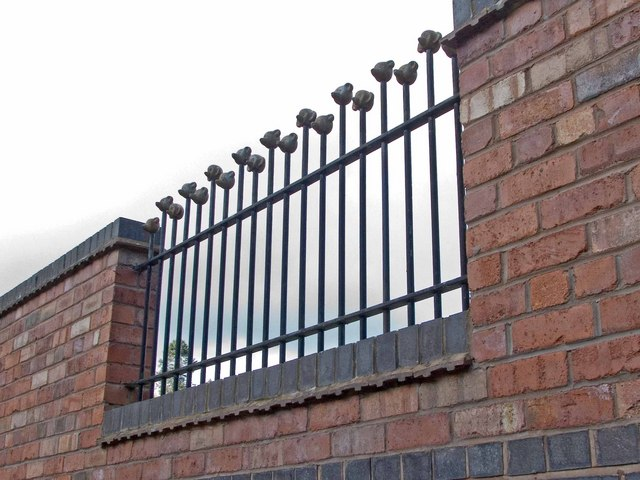
メリーソートビレッジのテディベアの頭が付いた鉄の柵
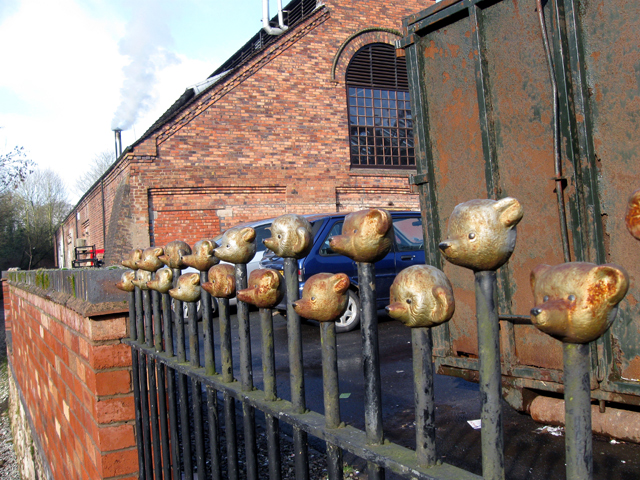
拡大
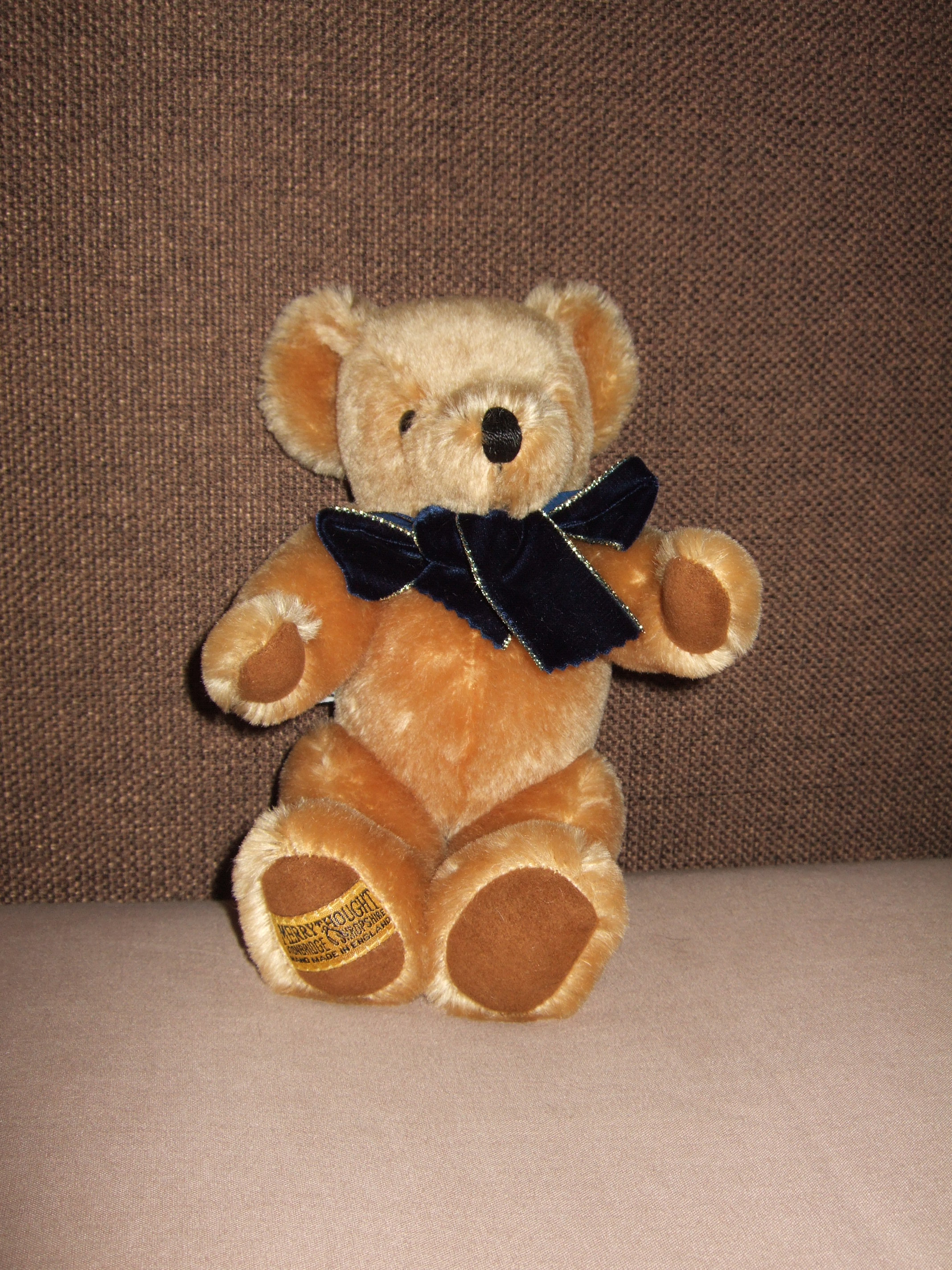
レギュラーデザインのひとつ「アイアンブリッジゴールド」のテディベア2010年
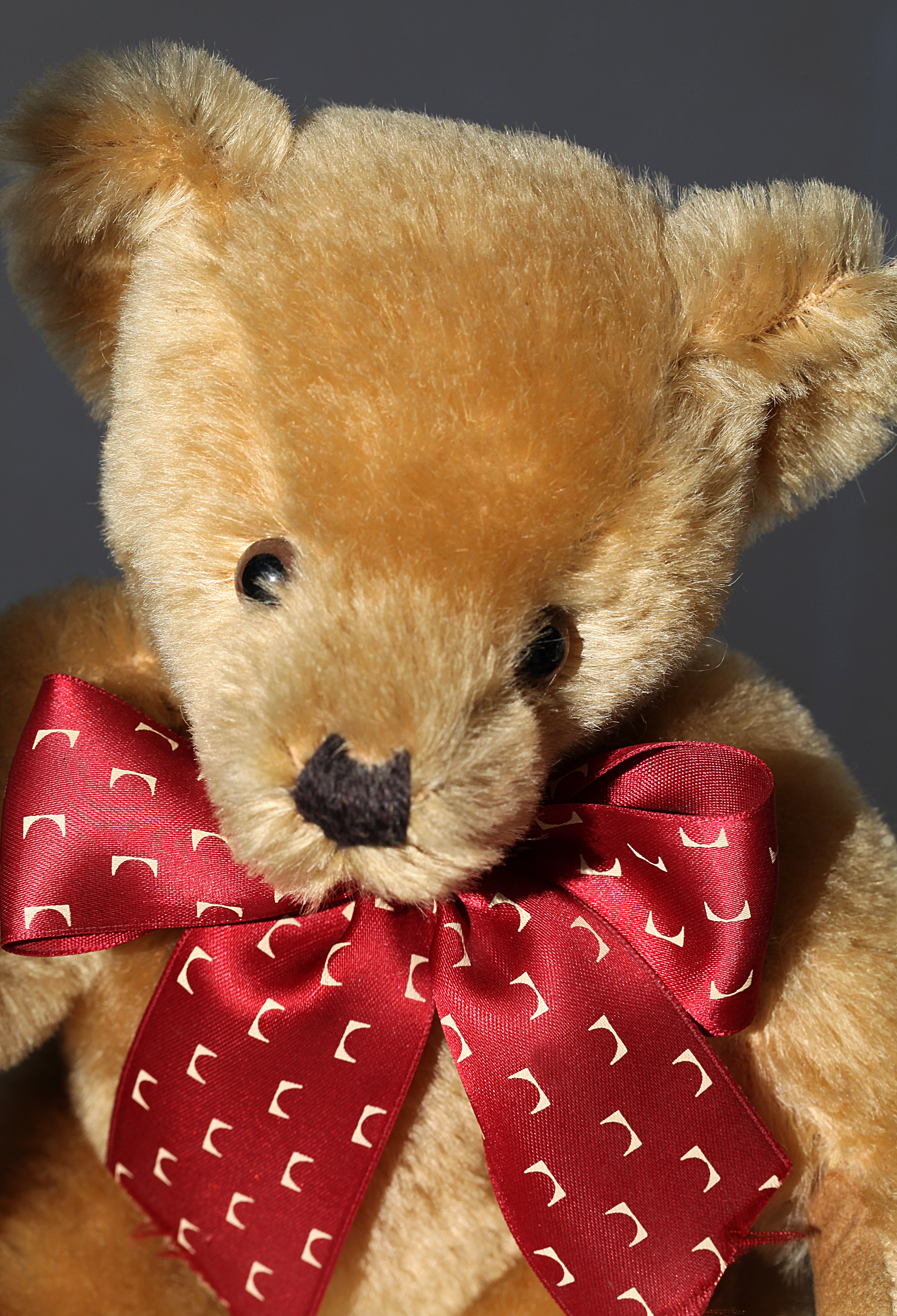
2000年代のモヘアで出来たテディベア
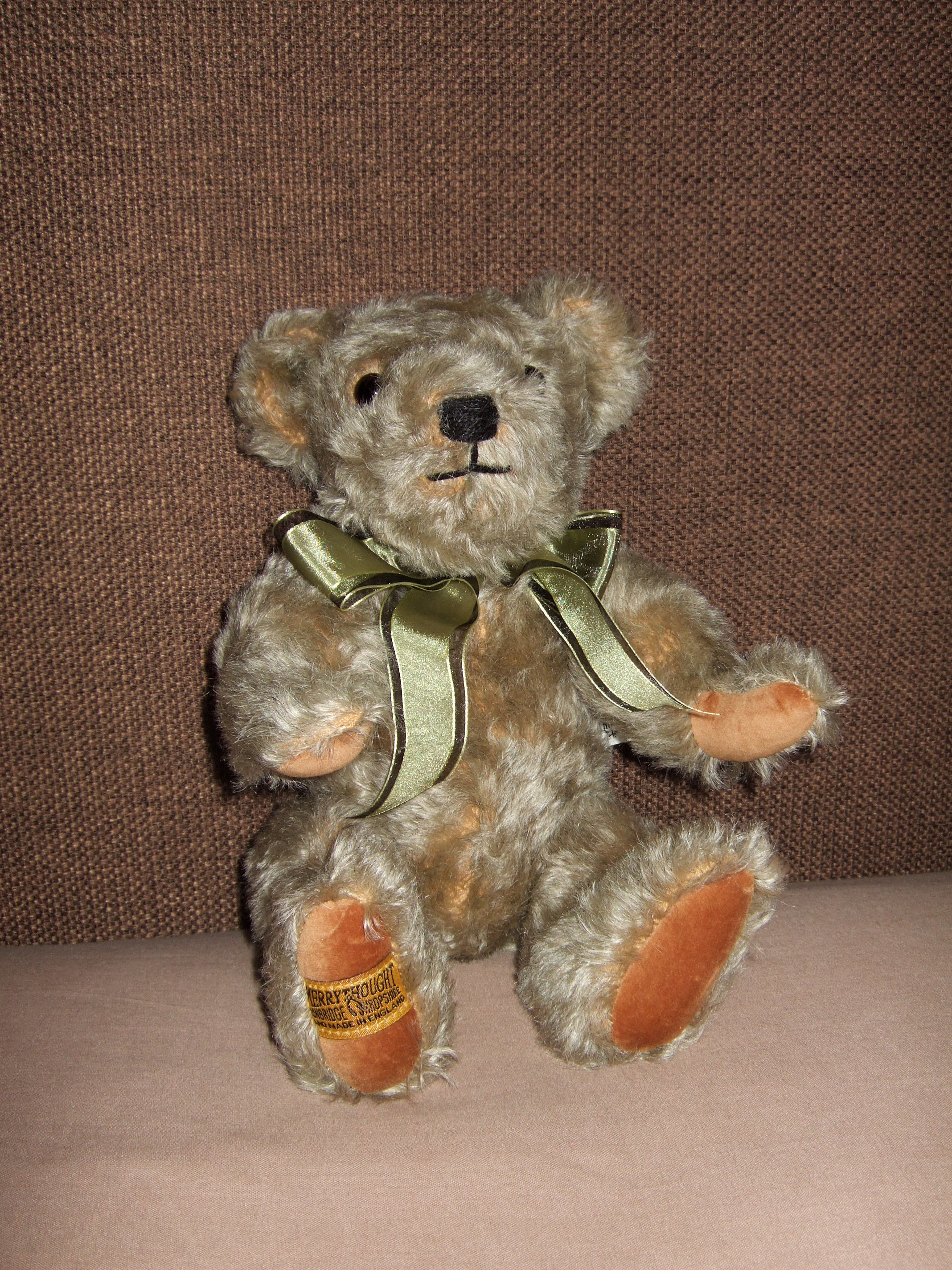
ヘンリー王子をモデルにした「ヘンリー」テディベア